# Filmografia della Industrial Light & Magic

## Cinema

### Anni 70 ed 80
| Anno | Film                                                                          | Regista                        | Studio e Distributore                      | Budget         | Incassi        |
| ---- | ----------------------------------------------------------------------------- | ------------------------------ | ------------------------------------------ | -------------- | -------------- |
| 1977 | Star Wars (Star Wars: Episodio IV - Una nuova speranza)                       | George Lucas                   | 20th Century Fox LucasFilm                 | $11 milioni    | $775,5 milioni |
| 1980 | L'impero colpisce ancora (Star Wars: Episodio V - L'impero colpisce ancora)   | Irvin Kershner                 | 20th Century Fox LucasFilm                 | $33 milioni    | $547,9 milioni |
| 1981 | I predatori dell'arca perduta (Indiana Jones and the Raiders of the Lost Ark) | Steven Spielberg               | Paramount Pictures Lucasfilm               | $18 milioni    | $389,9 milioni |
| 1981 | Il drago del lago di fuoco                                                    | Matthew Robbins                | Paramount Pictures Walt Disney Productions | $18 milioni    | $14 milioni    |
| 1982 | Conan il barbaro                                                              | John Milius                    | Universal Pictures 20th Century Fox        | $20 milioni    | $68,9 milioni  |
| 1982 | Star Trek II - L'ira di Khan                                                  | Nicholas Meyer                 | Paramount Pictures                         | $11,2 milioni  | $97 milioni    |
| 1982 | E.T. l'extra-terrestre (also 20th Anniversary Re-Issue in 2002)               | Steven Spielberg               | Universal Pictures Amblin Entertainment    | $10 milioni    | $792,9 milioni |
| 1982 | The Dark Crystal                                                              | Jim Henson and Frank Oz        | Universal Pictures                         | $15 milioni    | $40 milioni    |
| 1982 | Poltergeist - Demoniache presenze                                             | Tobe Hooper                    | Metro-Goldwyn-Mayer                        | $10,7 milioni  | $121,7 milioni |
| 1983 | Il ritorno dello Jedi (Star Wars: Episodio VI - Il ritorno dello Jedi)        | Richard Marquand               | 20th Century Fox Lucasfilm Ltd             | $42,7 milioni  | $480 milioni   |
| 1983 | Twice Upon a Time                                                             | John Korty and Charles Swenson | Warner Bros.                               | $3 milioni     | TBC            |
| 1984 | Indiana Jones e il tempio maledetto                                           | Steven Spielberg               | Paramount Pictures Lucasfilm Ltd           | $28,2 milioni  | $333,1 milioni |
| 1984 | Star Trek III - Alla ricerca di Spock                                         | Leonard Nimoy                  | Paramount Pictures                         | $16 milioni    | $87 milioni    |
| 1984 | La storia infinita                                                            | Wolfgang Petersen              | Warner Bros.                               | $27 milioni    | $100 milioni   |
| 1984 | Starman                                                                       | John Carpenter                 | Columbia Pictures                          | $24 milioni    | $28,7 milioni  |
| 1985 | I Goonies                                                                     | Richard Donner                 | Warner Bros.                               | $19 milioni    | $61,5 milioni  |
| 1985 | Cocoon                                                                        | Ron Howard                     | 20th Century Fox                           | $17,5 milioni  | $85,3 milioni  |
| 1985 | Ritorno al futuro                                                             | Robert Zemeckis                | Universal Pictures                         | $19 milioni    | $389,1 milioni |
| 1985 | Explorers                                                                     | Joe Dante                      | Paramount Pictures                         | $25 milioni    | $9,9 milioni   |
| 1985 | Mishima - Una vita in quattro capitoli                                        | Paul Schrader                  | Warner Bros. Lucasfilm Ltd                 | $5 milioni     | $502 758       |
| 1985 | Young Sherlock Holmes                                                         | Barry Levinson                 | Paramount Pictures                         | $18 milioni    | $19 milioni    |
| 1985 | La mia Africa                                                                 | Sydney Pollack                 | Universal Pictures                         | $28 milioni    | $128,5 milioni |
| 1985 | Il mio nemico                                                                 | Wolfgang Petersen              | 20th Century Fox                           | $29 milioni    | $12 milioni    |
| 1986 | Casa, dolce casa?                                                             | Richard Benjamin               | Universal Pictures                         | $10 milioni    | $54 milioni    |
| 1986 | Labyrinth                                                                     | Jim Henson                     | TriStar Pictures Lucasfilm Ltd             | $27,68 milioni | $11,6 milioni  |
| 1986 | Howard e il destino del mondo                                                 | Willard Huyck                  | Universal Pictures Lucasfilm Ltd           | $37 milioni    | $38 milioni    |
| 1986 | Star Trek IV - Rotta verso la Terra                                           | Leonard Nimoy                  | Paramount Pictures                         | $21 milioni    | $133 milioni   |
| 1986 | Il bambino d'oro                                                              | Michael Ritchie                | Paramount Pictures                         | $25 milioni    | $79,8 milioni  |
| 1987 | Bigfoot e i suoi amici                                                        | William Dear                   | Universal Pictures                         | $16 milioni    | $49 milioni    |
| 1987 | Le streghe di Eastwick                                                        | George Miller                  | Warner Bros.                               | $22 milioni    | $63,8 milioni  |
| 1987 | Salto nel buio                                                                | Joe Dante                      | Warner Bros.                               | $27 milioni    | $25 milioni    |
| 1987 | L'impero del sole                                                             | Steven Spielberg               | Warner Bros.                               | $35 milioni    | $22,2 milioni  |
| 1987 | Miracolo sull'8ª strada                                                       | Matthew Robbins                | Universal Pictures                         | $25 milioni    | $65,1 milioni  |
| 1987 | Balle spaziali                                                                | Mel Brooks                     | Metro-Goldwyn-Mayer                        | $22,7 milioni  | $38,1 milioni  |
| 1988 | Willow                                                                        | Ron Howard                     | Metro-Goldwyn-Mayer Lucasfilm Ltd          | $35 milioni    | $57,3 milioni  |
| 1988 | Chi ha incastrato Roger Rabbit                                                | Robert Zemeckis                | Touchstone Pictures                        | $58 milioni    | $329,8 milioni |
| 1988 | Due palle in buca                                                             | Allan Arkush                   | Warner Bros.                               | $20 milioni    | $11,8 milioni  |
| 1988 | L'ultima tentazione di Cristo                                                 | Martin Scorsese                | Universal Pictures                         | $7 milioni     | $8,4 milioni   |
| 1988 | Tucker - Un uomo e il suo sogno                                               | Francis Ford Coppola           | Paramount Pictures Lucasfilm Ltd           | $24 milioni    | $19,7 milioni  |
| 1988 | Cocoon: The Return                                                            | Daniel Petrie                  | 20th Century Fox                           | $17,5 milioni  | $25 milioni    |
| 1989 | L'erba del vicino                                                             | Joe Dante                      | Universal Pictures                         | $18 milioni    | $49 milioni    |
| 1989 | Skin Deep - Il piacere è tutto mio                                            | Blake Edwards                  | 20th Century Fox                           | $9 milioni     | $19 milioni    |
| 1989 | L'uomo dei sogni                                                              | Phil Alden Robinson            | Universal Pictures TriStar Pictures        | $15 milioni    | $84,4 milioni  |
| 1989 | Indiana Jones and the Last Crusade                                            | Steven Spielberg               | Paramount Pictures Lucasfilm Ltd           | $48 milioni    | $474,2 milioni |
| 1989 | Ghostbusters II                                                               | Ivan Reitman                   | Columbia Pictures                          | $37 milioni    | $215,4 milioni |
| 1989 | The Abyss                                                                     | James Cameron                  | 20th Century Fox                           | $70 milioni    | $90 milioni    |
| 1989 | Ritorno al futuro II                                                          | Robert Zemeckis                | Universal Pictures                         | $40 milioni    | $332 milioni   |
| 1989 | Always - Per sempre                                                           | Steven Spielberg               | Universal Pictures                         | $31 milioni    | $74 milioni    |

### Anni 90
| Anno | Film                                             | Regista                     | Studio e Distributore                         | Budget        | Incassi         |
| ---- | ------------------------------------------------ | --------------------------- | --------------------------------------------- | ------------- | --------------- |
| 1990 | Caccia a Ottobre Rosso                           | John McTiernan              | Paramount Pictures                            | $30 milioni   | $200,5 milioni  |
| 1990 | Joe contro il vulcano                            | John Patrick Shanley        | Warner Bros.                                  | $25 milioni   | $39 milioni     |
| 1990 | Ritorno al futuro - Parte III                    | Robert Zemeckis             | Universal Pictures                            | $40 milioni   | $244,5 milioni  |
| 1990 | Atto di forza                                    | Paul Verhoeven              | TriStar Pictures                              | $50 milioni   | $300 milioni    |
| 1990 | 58 minuti per morire - Die Harder                | Renny Harlin                | 20th Century Fox                              | $70 milioni   | $240 milioni    |
| 1990 | Ghost - Fantasma                                 | Jerry Zucker                | Paramount Pictures                            | $22 milioni   | $505,7 milioni  |
| 1990 | Aracnofobia                                      | Frank Marshall              | Hollywood Pictures                            | $31 milioni   | $53,2 milioni   |
| 1990 | Sogni                                            | Akira Kurosawa Ishirō Honda | Warner Bros.                                  | $12 milioni   | $2 milioni      |
| 1990 | Il padrino - Parte III                           | Francis Ford Coppola        | Paramount Pictures                            | $54 milioni   | $136,8 milioni  |
| 1991 | L'ultimo attacco                                 | John Milius                 | Paramount Pictures                            | $35 milioni   | $14 milioni     |
| 1991 | The Doors                                        | Oliver Stone                | TriStar Pictures                              | $38 milioni   | $34,4 milioni   |
| 1991 | Nei panni di una bionda                          | Blake Edwards               | Warner Bros.                                  | $15 milioni   | $15,5 milioni   |
| 1991 | Fuoco assassino                                  | Ron Howard                  | Universal Pictures                            | $75 milioni   | $152,3 milioni  |
| 1991 | Hudson Hawk - Il mago del furto                  | Renny Harlin                | TriStar Pictures                              | $65 milioni   | $17,2 milioni   |
| 1991 | Le avventure di Rocketeer                        | Joe Johnston                | Walt Disney Pictures Touchstone Pictures      | $40 milioni   | $46,7 milioni   |
| 1991 | Terminator 2 - Il giorno del giudizio            | James Cameron               | TriStar Pictures                              | $94 milioni   | $519,8 milioni  |
| 1991 | Hook - Capitan Uncino                            | Steven Spielberg            | TriStar Pictures                              | $70 milioni   | $300,9 milioni  |
| 1991 | Star Trek VI: Rotta verso l'ignoto               | Nicholas Meyer              | Paramount Pictures                            | $27 milioni   | $96,9 milioni   |
| 1992 | Avventure di un uomo invisibile                  | John Carpenter              | Warner Bros.                                  | $40 milioni   | $14,4 milioni   |
| 1992 | La morte ti fa bella                             | Robert Zemeckis             | Universal Pictures                            | $55 milioni   | $149 milioni    |
| 1993 | Alive - Sopravvissuti                            | Frank Marshall              | Touchstone Pictures Paramount Pictures        | $32 milioni   | $36,7 milioni   |
| 1993 | Bagliori nel buio                                | Robert Lieberman            | Paramount Pictures                            | $15 milioni   | $19,9 milioni   |
| 1993 | Jurassic Park                                    | Steven Spielberg            | Universal Pictures Amblin Entertainment       | $63 milioni   | $1,046 miliardi |
| 1993 | Last Action Hero - L'ultimo grande eroe          | John McTiernan              | Columbia Pictures Sony Pictures Entertainment | $85 milioni   | $137,3 milioni  |
| 1993 | Sol levante                                      | Philip Kaufman              | 20th Century Fox                              | $35 milioni   | $107,2 milioni  |
| 1993 | The Meteor Man                                   | Robert Townsend             | Metro-Goldwyn-Mayer                           | $30 milioni   | $8 milioni      |
| 1993 | Misterioso omicidio a Manhattan                  | Woody Allen                 | TriStar Pictures Sony Pictures Entertainment  | $13,5 milioni | $11 milioni     |
| 1993 | Malice - Il sospetto                             | Harold Becker               | Columbia Pictures New Line Cinema             | $20 milioni   | $46 milioni     |
| 1993 | George Balanchine lo schiaccianoci               | Emile Ardolino              | Warner Bros.                                  | $19 milioni   | $2 milioni      |
| 1993 | Schindler's List - La lista di Schindler         | Steven Spielberg            | Universal Pictures                            | $22 milioni   | $322,1 milioni  |
| 1994 | Mister Hula Hoop                                 | Joel and Ethan Coen         | Warner Bros. Universal Pictures               | $25 milioni   | $2,8 milioni    |
| 1994 | Forrest Gump                                     | Robert Zemeckis             | Paramount Pictures                            | $55 milioni   | $677,9 milioni  |
| 1994 | Maverick                                         | Richard Donner              | Warner Bros.                                  | $75 milioni   | $183 milioni    |
| 1994 | I Flintstones                                    | Brian Levant                | Universal Pictures                            | $46 milioni   | $341,6 milioni  |
| 1994 | Wolf - La belva è fuori                          | Mike Nichols                | Columbia Pictures                             | $70 milioni   | $131 milioni    |
| 1994 | Baby Birba - Un giorno in libertà                | Patrick Read Johnson        | 20th Century Fox                              | $48 milioni   | $16,8 milioni   |
| 1994 | The Mask                                         | Chuck Russell               | New Line Cinema                               | $23 milioni   | $351,6 milioni  |
| 1994 | Benvenuti a Radioland                            | Mel Smith                   | Universal Pictures Lucasfilm Ltd              | $15 milioni   | $1,3 milioni    |
| 1994 | Rivelazioni                                      | Barry Levinson              | Warner Bros.                                  | $55 milioni   | $214 milioni    |
| 1994 | Star Trek Generations VII: Generazioni           | David Carson                | Paramount Pictures                            | $35 milioni   | $118 milioni    |
| 1994 | Il seme della follia                             | John Carpenter              | New Line Cinema                               | $8 milioni    | $8,9 milioni    |
| 1995 | Villaggio dei dannati                            | John Carpenter              | Universal Pictures                            | $22 milioni   | $9,4 milioni    |
| 1995 | Congo                                            | Frank Marshall              | Paramount Pictures                            | $50 milioni   | $152 milioni    |
| 1995 | La chiave magica                                 | Frank Oz                    | Paramount Pictures Columbia Pictures          | $45 milioni   | $35 milioni     |
| 1995 | Casper                                           | Brad Silberling             | Universal Pictures                            | $55 milioni   | $287,9 milioni  |
| 1995 | Jumanji                                          | Joe Johnston                | TriStar Pictures                              | $65 milioni   | $262,8 milioni  |
| 1995 | Il presidente - Una storia d'amore               | Rob Reiner                  | Columbia Pictures Universal Pictures          | $62 milioni   | $107 milioni    |
| 1995 | Sabrina                                          | Sydney Pollack              | Paramount Pictures                            | $50 milioni   | $53 milioni     |
| 1996 | Twister                                          | Jan de Bont                 | Warner Bros. Universal Pictures               | $92 milioni   | $494,4 milioni  |
| 1996 | Mission: Impossible                              | Brian De Palma              | Paramount Pictures                            | $80 milioni   | $457,7 milioni  |
| 1996 | DragonHeart                                      | Rob Cohen                   | Universal Pictures                            | $57 milioni   | $115 milioni    |
| 1996 | Eraser                                           | Chuck Russell               | Warner Bros.                                  | $100 milioni  | $242,3 milioni  |
| 1996 | Effetto black out                                | David Koepp                 | Gramercy Pictures                             | $8 milioni    | $3 milioni      |
| 1996 | Sleepers                                         | Barry Levinson              | Warner Bros. Universal Pictures               | $44 milioni   | $165,6 milioni  |
| 1996 | Star Trek VIII: First Contact                    | Jonathan Frakes             | Paramount Pictures                            | $45 milioni   | $146 milioni    |
| 1996 | La carica dei 101 - Questa volta la magia è vera | Stephen Herek               | Walt Disney Pictures                          | $75 milioni   | $320,6 milioni  |
| 1996 | Daylight - Trappola nel tunnel                   | Rob Cohen                   | Universal Pictures                            | $80 milioni   | $159,2 milioni  |
| 1996 | Mars Attacks!                                    | Tim Burton                  | Warner Bros.                                  | $70 milioni   | $101,3 milioni  |
| 1997 | Il mondo perduto - Jurassic Park                 | Steven Spielberg            | Universal Pictures Amblin Entertainment       | $75 milioni   | $618,6 milioni  |
| 1997 | Speed 2 - Senza limiti                           | Jan de Bont                 | 20th Century Fox                              | $110 milioni  | $164,5 milioni  |
| 1997 | Men in Black                                     | Barry Sonnenfeld            | Columbia Pictures Sony Pictures Entertainment | $90 milioni   | $589,4 milioni  |
| 1997 | Contact                                          | Robert Zemeckis             | Warner Bros.                                  | $90 milioni   | $171,1 milioni  |
| 1997 | Spawn                                            | Mark A.Z. Dippé             | New Line Cinema                               | $40 milioni   | $87,8 milioni   |
| 1997 | Starship Troopers - Fanteria dello spazio        | Paul Verhoeven              | TriStar Pictures Touchstone Pictures          | $105 milioni  | $121,2 milioni  |
| 1997 | Mezzanotte nel giardino del bene e del male      | Clint Eastwood              | Warner Bros.                                  | $30 milioni   | $25,1 milioni   |
| 1997 | Flubber - Un professore fra le nuvole            | Les Mayfield                | Walt Disney Pictures                          | $80 milioni   | $177,9 milioni  |
| 1997 | Amistad                                          | Steven Spielberg            | DreamWorks Pictures                           | $36 milioni   | $44,2 milioni   |
| 1997 | Harry a pezzi                                    | Woody Allen                 | Hollywood Pictures                            | $20 milioni   | $10 milioni     |
| 1997 | Titanic                                          | James Cameron               | Paramount Pictures 20th Century Fox           | $200 milioni  | $2,264 miliardi |
| 1998 | Deep Rising - Presenze dal profondo              | Stephen Sommers             | Hollywood Pictures                            | $45 milioni   | $11,2 milioni   |
| 1998 | Codice Mercury                                   | Harold Becker               | Universal Pictures                            | $60 milioni   | $93 milioni     |
| 1998 | Deep Impact                                      | Mimi Leder                  | Paramount Pictures DreamWorks Pictures        | $80 milioni   | $349,4 milioni  |
| 1998 | Small Soldiers                                   | Joe Dante                   | DreamWorks Pictures Universal Pictures        | $40 milioni   | $54,7 milioni   |
| 1998 | Salvate il soldato Ryan                          | Steven Spielberg            | DreamWorks Pictures Paramount Pictures        | $70 milioni   | $481,8 milioni  |
| 1998 | Omicidio in diretta                              | Brian De Palma              | Paramount Pictures Touchstone Pictures        | $73 milioni   | $103,8 milioni  |
| 1998 | Reach the Rock                                   | William Ryan                | Gramercy Pictures Universal Pictures          | TBC           | $4 960          |
| 1998 | Vi presento Joe Black                            | Martin Brest                | Universal Pictures                            | $90 milioni   | $142 milioni    |
| 1998 | Celebrity                                        | Woody Allen                 | Miramax Films                                 | $12 milioni   | $5 milioni      |
| 1998 | Jack Frost                                       | Troy Miller                 | Warner Bros.                                  | $85 milioni   | $34,6 milioni   |
| 1998 | Il grande Joe                                    | Ron Underwood               | Walt Disney Pictures                          | $90 milioni   | $50 milioni     |
| 1999 | Cielo d'ottobre                                  | Joe Johnston                | Universal Pictures                            | $25 milioni   | $34,7 milioni   |
| 1999 | La mummia                                        | Stephen Sommers             | Universal Pictures                            | $80 milioni   | $415,9 milioni  |
| 1999 | Star Wars: Episodio I - La minaccia fantasma     | George Lucas                | 20th Century Fox Lucasfilm Ltd                | $115 milioni  | $1,027 miliardi |
| 1999 | Wild Wild West                                   | Barry Sonnenfeld            | Warner Bros.                                  | $170 milioni  | $222,1 milioni  |
| 1999 | Haunting - Presenze                              | Jan de Bont                 | DreamWorks Pictures                           | $80 milioni   | $177,3 milioni  |
| 1999 | Blu profondo                                     | Renny Harlin                | Warner Bros.                                  | $60 milioni   | $164,6 milioni  |
| 1999 | Al di là della vita                              | Martin Scorsese             | Paramount Pictures Touchstone Pictures        | $55 milioni   | $16,8 milioni   |
| 1999 | Il mistero di Sleepy Hollow                      | Tim Burton                  | Paramount Pictures                            | $100 milioni  | $206 milioni    |
| 1999 | Il miglio verde                                  | Frank Darabont              | Warner Bros.                                  | $60 milioni   | $290,7 milioni  |
| 1999 | Magnolia                                         | Paul Thomas Anderson        | New Line Cinema                               | $37 milioni   | $48,5 milioni   |
| 1999 | La neve cade sui cedri                           | Scott Hicks                 | Universal Pictures                            | $35 milioni   | $23 milioni     |
| 1999 | Galaxy Quest                                     | Dean Parisot                | DreamWorks Pictures                           | $45 milioni   | $90,7 milioni   |
| 1999 | Accordi e disaccordi                             | Woody Allen                 | Sony Pictures Classics                        | $29,7 milioni | $4 milioni      |

### Anni 2000
| Anno | Film                                                      | Regista                                               | Studio e Distributore                         | Budget         | Incassi         |
| ---- | --------------------------------------------------------- | ----------------------------------------------------- | --------------------------------------------- | -------------- | --------------- |
| 2000 | Mission to Mars                                           | Brian De Palma                                        | Touchstone Pictures                           | $100 milioni   | $110,9 milioni  |
| 2000 | La tempesta perfetta                                      | Wolfgang Petersen                                     | Warner Bros.                                  | $120 milioni   | $328,7 milioni  |
| 2000 | Le avventure di Rocky e Bullwinkle                        | Des McAnuff                                           | Universal Pictures                            | $76 milioni    | $35 milioni     |
| 2000 | Space Cowboys                                             | Clint Eastwood                                        | Warner Bros.                                  | $60 milioni    | $128,9 milioni  |
| 2000 | Pollock                                                   | Ed Harris                                             | Sony Pictures Classics                        | $6 milioni     | $10 milioni     |
| 2000 | Un sogno per domani                                       | Mimi Leder                                            | Warner Bros.                                  | $40 milioni    | $55 milioni     |
| 2001 | La promessa                                               | Sean Penn                                             | Warner Bros.                                  | $35 milioni    | $29,4 milioni   |
| 2001 | Sweet November - Dolce novembre                           | Pat O'Connor                                          | Warner Bros.                                  | $40 milioni    | $65 milioni     |
| 2001 | La mummia - Il ritorno                                    | Stephen Sommers                                       | Universal Pictures                            | $98 milioni    | $433 milioni    |
| 2001 | Pearl Harbor                                              | Michael Bay                                           | Touchstone Pictures Jerry Bruckheimer Films   | $140 milioni   | $449,2 milioni  |
| 2001 | A.I. - Intelligenza artificiale                           | Steven Spielberg                                      | Warner Bros. DreamWorks Pictures              | $100 milioni   | $235,9 milioni  |
| 2001 | Jurassic Park III                                         | Joe Johnston                                          | Universal Pictures Amblin Entertainment       | $93 milioni    | $368,8 milioni  |
| 2001 | Planet of the Apes - Il pianeta delle scimmie             | Tim Burton                                            | 20th Century Fox                              | $100 milioni   | $362,2 milioni  |
| 2001 | Harry Potter e la pietra filosofale                       | Chris Columbus                                        | Warner Bros.                                  | $125 milioni   | $974,8 milioni  |
| 2001 | The Majestic                                              | Frank Darabont                                        | Warner Bros.                                  | $72 milioni    | $37,3 milioni   |
| 2001 | Impostor                                                  | Gary Fleder                                           | Dimension Films                               | $40 milioni    | $8 milioni      |
| 2002 | The Time Machine                                          | Simon Wells                                           | DreamWorks Pictures Warner Bros.              | $80 milioni    | $123,7 milioni  |
| 2002 | Big Trouble - Una valigia piena di guai                   | Barry Sonnenfeld                                      | Touchstone Pictures                           | $40 milioni    | $8,5 milioni    |
| 2002 | Star Wars: Episodio II - L'attacco dei cloni              | George Lucas                                          | 20th Century Fox Lucasfilm Ltd                | $115 milioni   | $649,4 milioni  |
| 2002 | The Bourne Identity                                       | Doug Liman                                            | Universal Pictures                            | $60 milioni    | $214 milioni    |
| 2002 | Minority Report                                           | Steven Spielberg                                      | DreamWorks Pictures 20th Century Fox          | $102 milioni   | $358,4 milioni  |
| 2002 | Men in Black II                                           | Barry Sonnenfeld                                      | Columbia Pictures Sony Pictures Entertainment | $140 milioni   | $441,8 milioni  |
| 2002 | K-19                                                      | Kathryn Bigelow                                       | Paramount Pictures                            | $100 milioni   | $65,7 milioni   |
| 2002 | Signs                                                     | M. Night Shyamalan                                    | Touchstone Pictures                           | $72 milioni    | $408,2 milioni  |
| 2002 | Debito di sangue                                          | Clint Eastwood                                        | Warner Bros.                                  | $50 milioni    | $31 milioni     |
| 2002 | Ubriaco d'amore                                           | Paul Thomas Anderson                                  | Columbia Pictures New Line Cinema             | $25 milioni    | $24,7 milioni   |
| 2002 | Harry Potter e la camera dei segreti                      | Chris Columbus                                        | Warner Bros.                                  | $100 milioni   | $879 milioni    |
| 2002 | Gangs of New York                                         | Martin Scorsese                                       | Miramax Films Touchstone Pictures             | $97 milioni    | $193,8 milioni  |
| 2003 | L'ultima alba                                             | Antoine Fuqua                                         | Columbia Pictures                             | $100,5 milioni | $86,5 milioni   |
| 2003 | The Hunted - La preda                                     | William Friedkin                                      | Paramount Pictures                            | $55 milioni    | $45 milioni     |
| 2003 | L'acchiappasogni                                          | Lawrence Kasdan                                       | Warner Bros.                                  | $68 milioni    | $75,7 milioni   |
| 2003 | Hulk                                                      | Ang Lee                                               | Universal Pictures                            | $137 milioni   | $245,4 milioni  |
| 2003 | Terminator 3 - Le macchine ribelli                        | Jonathan Mostow                                       | Warner Bros. Columbia Pictures                | $187 milioni   | $433,4 milioni  |
| 2003 | Pirati dei Caraibi: La maledizione della prima luna       | Gore Verbinski                                        | Walt Disney Pictures Jerry Bruckheimer Films  | $140 milioni   | $654,3 milioni  |
| 2003 | La leggenda degli uomini straordinari                     | Stephen Norrington                                    | 20th Century Fox                              | $78 milioni    | $179,3 milioni  |
| 2003 | C'era una volta in Messico                                | Robert Rodriguez                                      | Columbia Pictures Dimension Films             | $28 milioni    | $98,1 milioni   |
| 2003 | Master & Commander - Sfida ai confini del mare            | Peter Weir                                            | 20th Century Fox Universal Pictures           | $150 milioni   | $212 milioni    |
| 2003 | Timeline - Ai confini del tempo                           | Richard Donner                                        | Paramount Pictures                            | $80 milioni    | $34 milioni     |
| 2003 | Fratelli per la pelle                                     | Peter and Robert Farrelly                             | 20th Century Fox                              | $55 milioni    | $65 milioni     |
| 2003 | Peter Pan                                                 | P. J. Hogan                                           | Universal Pictures Columbia Pictures          | $130 milioni   | $122 milioni    |
| 2004 | ...e alla fine arriva Polly                               | John Hamburg                                          | Universal Pictures                            | $42 milioni    | $171 milioni    |
| 2004 | La tela dell'assassino                                    | Philip Kaufman                                        | Paramount Pictures                            | $50 milioni    | $41 milioni     |
| 2004 | Oceano di fuoco - Hidalgo                                 | Joe Johnston                                          | Touchstone Pictures                           | $40 milioni    | $108,1 milioni  |
| 2004 | Van Helsing                                               | Stephen Sommers                                       | Universal Pictures                            | $160 milioni   | $300,3 milioni  |
| 2004 | The Day After Tomorrow - L'alba del giorno dopo           | Roland Emmerich                                       | 20th Century Fox                              | $125 milioni   | $544,3 milioni  |
| 2004 | Harry Potter e il prigioniero di Azkaban                  | Alfonso Cuarón                                        | Warner Bros.                                  | $130 milioni   | $796,7 milioni  |
| 2004 | The Chronicles of Riddick                                 | David Twohy                                           | Universal Pictures                            | $105 milioni   | $115,8 milioni  |
| 2004 | The Bourne Supremacy                                      | Paul Greengrass                                       | Universal Pictures                            | $75 milioni    | $288,5 milioni  |
| 2004 | The Village                                               | M. Night Shyamalan                                    | Touchstone Pictures                           | $60 milioni    | $256,7 milioni  |
| 2004 | Sky Captain and the World of Tomorrow                     | Kerry Conran                                          | Paramount Pictures                            | $70 milioni    | $58 milioni     |
| 2004 | Lemony Snicket - Una serie di sfortunati eventi           | Brad Silberling                                       | Paramount Pictures DreamWorks Pictures        | $140 milioni   | $209,1 milioni  |
| 2004 | Eros                                                      | Wong Kar-wai Steven Soderbergh Michelangelo Antonioni | Warner Independent Pictures Artificial Eye    | TBC            | $1 milioni      |
| 2005 | Io, lei e i suoi bambini                                  | Brian Levant                                          | Columbia Pictures                             | $32 milioni    | $97 milioni     |
| 2005 | The Mask 2                                                | Lawrence Guterman                                     | New Line Cinema                               | $84 milioni    | $57,6 milioni   |
| 2005 | Missione tata                                             | Adam Shankman                                         | Walt Disney Pictures                          | $56 milioni    | $198,6 milioni  |
| 2005 | Amityville Horror                                         | Andrew Douglas                                        | Metro-Goldwyn-Mayer Dimension Films           | $19 milioni    | $108 milioni    |
| 2005 | xXx 2: The Next Level                                     | Lee Tamahori                                          | Columbia Pictures                             | $87 milioni    | $71 milioni     |
| 2005 | Star Wars: Episodio III - La vendetta dei Sith            | George Lucas                                          | 20th Century Fox Lucasfilm Ltd                | $113 milioni   | $848,8 milioni  |
| 2005 | Le avventure di Sharkboy e Lavagirl in 3-D                | Robert Rodriguez                                      | Dimension Films Columbia Pictures             | $50 milioni    | $69,4 milioni   |
| 2005 | Herbie - Il super Maggiolino                              | Angela Robinson                                       | Walt Disney Pictures                          | $50 milioni    | $144,1 milioni  |
| 2005 | La guerra dei mondi                                       | Steven Spielberg                                      | Paramount Pictures DreamWorks Pictures        | $132 milioni   | $591,7 milioni  |
| 2005 | The Island                                                | Michael Bay                                           | DreamWorks Pictures Warner Bros.              | $126 milioni   | $162,9 milioni  |
| 2005 | Jarhead                                                   | Sam Mendes                                            | Universal Pictures                            | $72 milioni    | $96,9 milioni   |
| 2005 | Rent                                                      | Chris Columbus                                        | Columbia Pictures                             | $40 milioni    | $31,6 milioni   |
| 2005 | Harry Potter e il calice di fuoco                         | Mike Newell                                           | Warner Bros.                                  | $150 milioni   | $896,9 milioni  |
| 2005 | Le cronache di Narnia - Il leone, la strega e l'armadio   | Andrew Adamson                                        | Walt Disney Pictures                          | $180 milioni   | $745 milioni    |
| 2005 | Munich                                                    | Steven Spielberg                                      | Universal Pictures DreamWorks Pictures        | $70 milioni    | $130,4 milioni  |
| 2005 | Il ritorno della scatenata dozzina                        | Adam Shankman                                         | 20th Century Fox                              | $60 milioni    | $129,1 milioni  |
| 2006 | 8 amici da salvare                                        | Frank Marshall                                        | Walt Disney Pictures                          | $40 milioni    | $120,4 milioni  |
| 2006 | Mission: Impossible III                                   | J. J. Abrams                                          | Paramount Pictures                            | $150 milioni   | $397,9 milioni  |
| 2006 | Poseidon                                                  | Wolfgang Petersen                                     | Warner Bros.                                  | $160 milioni   | $181,7 milioni  |
| 2006 | Pirati dei Caraibi - La maledizione del forziere fantasma | Gore Verbinski                                        | Walt Disney Pictures Jerry Bruckheimer Films  | $225 milioni   | $1,066 milioni  |
| 2006 | Lady in the Water                                         | M. Night Shyamalan                                    | Warner Bros.                                  | $70 milioni    | $72,8 milioni   |
| 2006 | Eragon                                                    | Stefen Fangmeier                                      | 20th Century Fox                              | $100 milioni   | $249,5 milioni  |
| 2007 | Pirati dei Caraibi - Ai confini del mondo'                | Gore Verbinski                                        | Walt Disney Pictures Jerry Bruckheimer Films  | $300 milioni   | $963,4 milioni  |
| 2007 | Un'impresa da Dio                                         | Tom Shadyac                                           | Universal Pictures                            | $175 milioni   | $173,4 milioni  |
| 2007 | Transformers                                              | Michael Bay                                           | DreamWorks Pictures Paramount Pictures        | $150 milioni   | $709,7 milioni  |
| 2007 | Harry Potter e l'Ordine della Fenice                      | David Yates                                           | Warner Bros.                                  | $150 milioni   | $939,9 milioni  |
| 2007 | Rush Hour - Missione Parigi                               | Brett Ratner                                          | New Line Cinema                               | $140 milioni   | $258 milioni    |
| 2007 | Leoni per agnelli                                         | Robert Redford                                        | Metro-Goldwyn-Mayer 20th Century Fox          | $35 milioni    | $63,2 milioni   |
| 2007 | Il mistero delle pagine perdute - National Treasure       | Jon Turteltaub                                        | Walt Disney Pictures                          | $130 milioni   | $457,4 milioni  |
| 2007 | Il petroliere                                             | Paul Thomas Anderson                                  | Paramount Vantage Miramax Films               | $25 milioni    | $76,2 milioni   |
| 2008 | Spiderwick - Le cronache                                  | Mark Waters                                           | Paramount Pictures                            | $90 milioni    | $162 milioni    |
| 2008 | Iron Man                                                  | Jon Favreau                                           | Paramount Pictures Marvel Studios             | $140 milioni   | $585,2 milioni  |
| 2008 | Speed Racer                                               | The Wachowskis                                        | Warner Bros.                                  | $120 milioni   | $93,9 milioni   |
| 2008 | Indiana Jones e il regno del teschio di cristallo         | Steven Spielberg                                      | Paramount Pictures Lucasfilm Ltd              | $185 milioni   | $786,6 milioni  |
| 2008 | E venne il giorno                                         | M. Night Shyamalan                                    | 20th Century Fox                              | $48 milioni    | $163,4 milioni  |
| 2008 | Miracolo a Sant'Anna                                      | Spike Lee                                             | Touchstone Pictures                           | $45 milioni    | $9,3 milioni    |
| 2008 | Le avventure del topino Despereaux                        | Sam Fell Robert Stevenhagen                           | Universal Pictures                            | $60 milioni    | $86,9 milioni   |
| 2009 | I Love Shopping                                           | P. J. Hogan                                           | Touchstone Pictures                           | $55 milioni    | $108,3 milioni  |
| 2009 | Star Trek                                                 | J. J. Abrams                                          | Paramount Pictures                            | $150 milioni   | $385,7 milioni  |
| 2009 | Terminator Salvation                                      | McG                                                   | Warner Bros. Columbia Pictures                | $200 milioni   | $371,4 milioni  |
| 2009 | Transformers - La vendetta del caduto                     | Michael Bay                                           | DreamWorks Pictures Paramount Pictures        | $200 milioni   | $836,3 milioni  |
| 2009 | Harry Potter e il principe mezzosangue                    | David Yates                                           | Warner Bros.                                  | $250 milioni   | $934,4 milioni  |
| 2009 | Avatar                                                    | James Cameron                                         | 20th Century Fox                              | $237 milioni   | $2,923 miliardi |

### Anni 2010
| Anno | Film                                          | Regista                            | Studio e Distributore                                        | Budget         | Incassi         |
| ---- | --------------------------------------------- | ---------------------------------- | ------------------------------------------------------------ | -------------- | --------------- |
| 2010 | Iron Man 2                                    | Jon Favreau                        | Paramount Pictures Marvel Studios                            | $200 milioni   | $623,9 milioni  |
| 2010 | L'ultimo dominatore dell'aria                 | M. Night Shyamalan                 | Paramount Pictures                                           | $150 milioni   | $319,7 milioni  |
| 2011 | Sono il Numero Quattro                        | D. J. Caruso                       | DreamWorks Pictures Touchstone Pictures                      | $50 milioni    | $149,9 milioni  |
| 2011 | Pirati dei Caraibi - Oltre i confini del mare | Rob Marshall                       | Walt Disney Pictures Jerry Bruckheimer Films                 | $378,5 milioni | $1,046 miliardi |
| 2011 | Super 8                                       | J. J. Abrams                       | Paramount Pictures                                           | $50 milioni    | $260,1 milioni  |
| 2011 | Transformers 3                                | Michael Bay                        | Paramount Pictures                                           | $195 milioni   | $1,124 miliardi |
| 2011 | Cowboys & Aliens                              | Jon Favreau                        | Universal Pictures DreamWorks Pictures Paramount Pictures    | $163 milioni   | $174 milioni    |
| 2011 | Hugo Cabret                                   | Martin Scorsese                    | Paramount Pictures                                           | $150 milioni   | $185,8 milioni  |
| 2011 | Mission: Impossible - Protocollo fantasma     | Brad Bird                          | Paramount Pictures                                           | $145 milioni   | $694,7 milioni  |
| 2012 | Red Tails                                     | Anthony Hemingway                  | 20th Century Fox Lucasfilm Ltd                               | $58 milioni    | $50,4 milioni   |
| 2012 | The Avengers                                  | Joss Whedon                        | Marvel Studios                                               | $220 milioni   | $1,520 miliardi |
| 2012 | Battleship                                    | Peter Berg                         | Universal Pictures Hasbro                                    | $220 milioni   | $303 milioni    |
| 2012 | Cloud Atlas                                   | The Wachowskis and Tom Tykwer      | Warner Bros.                                                 | $128,5 milioni | $130,5 milioni  |
| 2013 | Io sono tu                                    | Seth Gordon                        | Universal Pictures                                           | $35 milioni    | $174 milioni    |
| 2013 | G.I. Joe - La vendetta                        | Jon M. Chu                         | Paramount Pictures                                           | $130 milioni   | $375,7 milioni  |
| 2013 | Pain & Gain                                   | Michael Bay                        | Paramount Pictures                                           | $26 milioni    | $86,2 milioni   |
| 2013 | Il grande Gatsby                              | Baz Luhrmann                       | Warner Bros.                                                 | $105 milioni   | $351 milioni    |
| 2013 | Now You See Me                                | Louis Leterrier                    | Universal Pictures                                           | $75 milioni    | $351,7 milioni  |
| 2013 | World War Z                                   | Marc Forster                       | Paramount Pictures                                           | $190 milioni   | $540 milioni    |
| 2013 | Into Darkness - Star Trek                     | J. J. Abrams                       | Paramount Pictures                                           | $185 milioni   | $467,4 milioni  |
| 2013 | The Lone Ranger                               | Gore Verbinski                     | Walt Disney Pictures                                         | $225 milioni   | $260,5 milioni  |
| 2013 | Pacific Rim                                   | Guillermo del Toro                 | Warner Bros.                                                 | $190 milioni   | $411 milioni    |
| 2013 | Red 2                                         | Dean Parisot                       | Summit Entertainment                                         | $84 milioni    | $148,1 milioni  |
| 2013 | Elysium                                       | Neill Blomkamp                     | TriStar Pictures                                             | $115 milioni   | $286,1 milioni  |
| 2013 | Lone Survivor                                 | Peter Berg                         | Universal Pictures                                           | $49 milioni    | $149,3 milioni  |
| 2014 | Noah                                          | Darren Aronofsky                   | Paramount Pictures                                           | $125 milioni   | $362,6 milioni  |
| 2014 | Captain America: The Winter Soldier           | Anthony and Joe Russo              | Marvel Studios                                               | $170 milioni   | $714,4 milioni  |
| 2014 | Transformers: Age of Extinction               | Michael Bay                        | Paramount Pictures                                           | $210 milioni   | $1,104 miliardi |
| 2014 | Lucy                                          | Luc Besson                         | Universal Pictures                                           | $40 milioni    | $463,4 milioni  |
| 2014 | Tartarughe Ninja                              | Jonathan Liebesman                 | Paramount Pictures                                           | $125 milioni   | $493,3 milioni  |
| 2014 | Unbroken                                      | Angelina Jolie                     | Universal Pictures                                           | $65 milioni    | $163,3 milioni  |
| 2015 | Avengers: Age of Ultron                       | Joss Whedon                        | Marvel Studios                                               | $279,9 milioni | $1,405 miliardi |
| 2015 | Tomorrowland                                  | Brad Bird                          | Walt Disney Pictures                                         | $190 milioni   | $209,2 milioni  |
| 2015 | Jurassic World                                | Colin Trevorrow                    | Universal Pictures                                           | $150 milioni   | $1,672 miliardi |
| 2015 | Terminator Genisys                            | Alan Taylor                        | Paramount Pictures                                           | $155 milioni   | $440,6 milioni  |
| 2015 | Ant-Man                                       | Peyton Reed                        | Marvel Studios                                               | $130 milioni   | $519,3 milioni  |
| 2015 | Hitman: Agent 47                              | Aleksander Bach                    | 20th Century Fox                                             | $35 milioni    | $82,3 milioni   |
| 2015 | Sopravvissuto - The Martian                   | Ridley Scott                       | 20th Century Fox                                             | $108 milioni   | $630,2 milioni  |
| 2015 | Paranormal Activity - Dimensione fantasma     | Gregory Plotkin                    | Paramount Pictures                                           | $10 milioni    | $78,1 milioni   |
| 2015 | Spectre                                       | Sam Mendes                         | Metro-Goldwyn-Mayer Columbia Pictures                        | $250 milioni   | $880,7 milioni  |
| 2015 | Star Wars - Il risveglio della Forza          | J. J. Abrams                       | Lucasfilm Ltd                                                | $200 milioni   | $2,071 miliardi |
| 2015 | Revenant - Redivivo                           | Alejandro G. Iñárritu              | 20th Century Fox                                             | $135 milioni   | $533 milioni    |
| 2015 | La grande scommessa                           | Adam McKay                         | Paramount Pictures                                           | $28 milioni    | $133,4 milioni  |
| 2016 | 13 Hours: The Secret Soldiers of Benghazi     | Michael Bay                        | Paramount Pictures                                           | $50 milioni    | $69,4 milioni   |
| 2016 | Captain America: Civil War                    | Anthony and Joe Russo              | Marvel Studios                                               | $250 milioni   | $1,155 miliardi |
| 2016 | Tartarughe Ninja - Fuori dall'ombra           | Dave Green                         | Paramount Pictures                                           | $135 milioni   | $245,6 milioni  |
| 2016 | Warcraft - L'inizio                           | Duncan Jones                       | Universal Pictures                                           | $160 milioni   | $433,7 milioni  |
| 2016 | Deepwater Horizon                             | Peter Berg                         | Summit Entertainment                                         | $110 milioni   | $121,7 milioni  |
| 2016 | Doctor Strange                                | Scott Derrickson                   | Marvel Studios                                               | $165 milioni   | $677,6 milioni  |
| 2016 | Rogue One: A Star Wars Story                  | Gareth Edwards                     | Lucasfilm Ltd                                                | $200 milioni   | $1,058 miliardi |
| 2016 | Silence                                       | Martin Scorsese                    | Paramount Pictures                                           | $40 milioni    | $23,7 milioni   |
| 2017 | The Great Wall                                | Zhang Yimou                        | Universal Pictures                                           | $150 milioni   | $334 milioni    |
| 2017 | Life - Non oltrepassare il limite             | Daniel Espinosa                    | Columbia Pictures                                            | $58 milioni    | $100,5 milioni  |
| 2017 | Kong: Skull Island                            | Jordan Vogt-Roberts                | Warner Bros.                                                 | $185 milioni   | $566,7 milioni  |
| 2017 | La mummia                                     | Alex Kurtzman                      | Universal Pictures                                           | $125 milioni   | $409 milioni    |
| 2017 | Pirati dei Caraibi - La vendetta di Salazar   | Joachim Ronning and Espen Sandberg | Walt Disney Pictures Jerry Bruckheimer Films                 | $230 milioni   | $794,9 milioni  |
| 2017 | Transformers - L'ultimo cavaliere             | Michael Bay                        | Paramount Pictures                                           | $260 milioni   | $605 milioni    |
| 2017 | Spider-Man: Homecoming                        | Jon Watts                          | Columbia Pictures Marvel Studios Sony Pictures Entertainment | $175 milioni   | $880 milioni    |
| 2017 | Valerian e la città dei mille pianeti         | Luc Besson                         | STX EntertainmentEuropaCorp                                  | $209 milioni   | $225 milioni    |
| 2017 | Madre!                                        | Darren Aronofsky                   | Paramount Pictures                                           | $33 milioni    | $44,5 milioni   |
| 2017 | Fire Squad - Incubo di fuoco                  | Joseph Kosinski                    | Columbia Pictures                                            | $38 milioni    | $25,6 milioni   |
| 2017 | Thor: Ragnarok                                | Taika Waititi                      | Marvel Studios                                               | $180 milioni   | $854,3 milioni  |
| 2017 | Star Wars - Gli ultimi Jedi                   | Rian Johnson                       | Lucasfilm Ltd                                                | $200 milioni   | $1,333 miliardi |
| 2017 | Downsizing                                    | Alexander Payne                    | Paramount Pictures                                           | $76 milioni    | $55 milioni     |
| 2018 | 12 Strong                                     | Nicolai Fuglsig                    | Warner Bros.                                                 | $35 milioni    | $70,8 milioni   |
| 2018 | The Cloverfield Paradox                       | Julius Onah                        | Netflix Paramount Pictures                                   | $45 milioni    | N/A             |
| 2018 | Black Panther                                 | Ryan Coogler                       | Marvel Studios                                               | $200 milioni   | $1,349 miliardi |
| 2018 | Monster Hunt 2                                | Raman Hui                          | Edko Film Lionsgate                                          | $143 milioni   | $361,7 milioni  |
| 2018 | Nelle pieghe del tempo                        | Ava DuVernay                       | Walt Disney Pictures                                         | $100 milioni   | $132,7 milioni  |
| 2018 | Ready Player One                              | Steven Spielberg                   | Warner Bros. Amblin Entertainment                            | $175 milioni   | $582,2 milioni  |
| 2018 | A Quiet Place - Un posto tranquillo           | John Krasinski                     | Paramount Pictures                                           | $17 milioni    | $340,7 milioni  |
| 2018 | Avengers: Infinity War                        | Anthony and Joe Russo              | Marvel Studios                                               | $300 milioni   | $2,052 miliardi |
| 2018 | Solo: A Star Wars Story                       | Ron Howard                         | Lucasfilm Ltd                                                | $275 milioni   | $392,9 milioni  |
| 2018 | Jurassic World - Il regno distrutto           | J.A. Bayona                        | Universal Pictures                                           | $170 milioni   | $1,309 miliardi |
| 2018 | Ant-Man and the Wasp                          | Peyton Reed                        | Marvel Studios                                               | $162 milioni   | $622,7 milioni  |
| 2018 | Skyscraper                                    | Rawson M. Thurber                  | Universal Pictures                                           | $125 milioni   | $304,1 milioni  |
| 2018 | L'altra faccia del vento                      | Orson Welles                       | Netflix                                                      | $6 milioni     | N/A             |
| 2018 | Overlord                                      | Julius Avery                       | Paramount Pictures                                           | $38 milioni    | $41,2 milioni   |
| 2018 | Aquaman                                       | James Wan                          | Warner Bros.                                                 | $200 milioni   | $1,148 miliardi |
| 2018 | Bumblebee                                     | Travis Knight                      | Paramount Pictures                                           | $102 milioni   | $465,9 milioni  |
| 2018 | Bird Box                                      | Susanne Bier                       | Netflix                                                      | $19,8 milioni  | N/A             |
| 2019 | Captain Marvel                                | Anna Boden e Ryan Fleck            | Marvel Studios                                               | $152 milioni   | $1,131 miliardi |
| 2019 | Noi                                           | Jordan Peele                       | Universal Pictures                                           | $20 milioni    | $254,7 milioni  |
| 2019 | Avengers: Endgame                             | Anthony and Joe Russo              | Marvel Studios                                               | $356 milioni   | $2,799 miliardi |
| 2019 | Aladdin                                       | Guy Ritchie                        | Walt Disney Pictures                                         | $183 milioni   | $1,054 miliardi |
| 2019 | Spider-Man: Far from Home                     | Jon Watts                          | Columbia Pictures Marvel Studios Sony Pictures Entertainment | $160 milioni   | $1,132 miliardi |
| 2019 | The Irishman                                  | Martin Scorsese                    | Netflix                                                      | $159 milioni   | $8 milioni      |
| 2019 | Terminator - Destino oscuro                   | Tim Miller                         | Paramount Pictures Tencent Pictures 20th Century Fox         | $186 milioni   | $261,1 milioni  |
| 2019 | Non si scherza col fuoco                      | Andy Fickman                       | Paramount Pictures                                           | $29,9 milioni  | $64,4 milioni   |
| 2019 | 6 Underground                                 | Michael Bay                        | Netflix                                                      | $150 milioni   | N/A             |
| 2019 | Star Wars - L'ascesa di Skywalker             | J. J. Abrams                       | Lucasfilm Ltd                                                | $275 milioni   | $1,077 miliardi |

### Anni 2020
| Anno | Film                                             | Regista                               | Studio e Distributore                   | Budget           | Incassi         |  |
| ---- | ------------------------------------------------ | ------------------------------------- | --------------------------------------- | ---------------- | --------------- |  |
| 2020 | Artemis Fowl                                     | Kenneth Branagh                       | Walt Disney Pictures Disney+            | $125 milioni     | N/A             |  |
| 2020 | Mank                                             | David Fincher                         | Netflix                                 | $20–30 milioni   | $99 752         |  |
| 2020 | We Can Be Heroes                                 | Robert Rodriguez                      | Netflix                                 | N/A              | N/A             |  |
| 2020 | The Midnight Sky                                 | George Clooney                        | Netflix                                 | $100 milioni     | $62 557         |  |
| 2021 | Alla scoperta di 'Ohana                          | Jude Weng                             | Netflix                                 | TBA              | TBA             |  |
| 2021 | Chaos Walking                                    | Doug Liman                            | Lionsgate                               | $100 milioni     | $21,9 milioni   |  |
| 2021 | Il principe cerca figlio                         | Craig Brewer                          | Amazon Studios Paramount Pictures       | $60 milioni      | N/A             |  |
| 2021 | A Quiet Place II                                 | John Krasinski                        | Paramount Pictures                      | $61 milioni      | $293,5 milioni  |  |
| 2021 | Fast & Furious 9 - The Fast Saga                 | Justin Lin                            | Universal Pictures                      | $200–225 milioni | $726,2 milioni  |  |
| 2021 | Black Widow                                      | Cate Shortland                        | Marvel Studios                          | $200 milioni     | $379,6 milioni  |  |
| 2021 | Space Jam: New Legends                           | Malcolm D. Lee                        | Warner Bros.                            | $150 milioni     | $162,8 milioni  |  |
| 2021 | Malignant                                        | James Wan                             | New Line Cinema                         | $40 milioni      | $30,3 milioni   |  |
| 2021 | Jungle Cruise                                    | Jaume Collet-Serra                    | Walt Disney Pictures                    | $200 milioni     | $220,9 milioni  |  |
| 2021 | Free Guy - Eroe per gioco                        | Shawn Levy                            | 20th Century Studios                    | $100–125 milioni | $331,5 milioni  |  |
| 2021 | No Time to Die                                   | Cary Joji Fukunaga                    | Metro-Goldwyn Mayer Universal Pictures  | $250 milioni     | $774 milioni    |  |
| 2021 | Eternals                                         | Chloé Zhao                            | Marvel Studios                          | $200 milioni     | $402,1 milioni  |  |
| 2021 | Red Notice                                       | Rawson Marshall Thurber               | Netflix                                 | $200 milioni     | $2 milioni      |  |
| 2022 | The Batman                                       | Matt Reeves                           | Warner Bros.                            | $200 milioni     | $770,8 milioni  |  |
| 2022 | Nella bolla                                      | Judd Apatow                           | Netflix                                 | $100 milioni     | N/A             |  |
| 2022 | Doctor Strange nel Multiverso della Follia       | Sam Raimi                             | Marvel Studios                          | $200 milioni     | $955,8 milioni  |  |
| 2022 | Jurassic World - Il dominio                      | Colin Trevorrow                       | Universal Pictures                      | $165–185 milioni | $1,003 miliardi |  |
| 2022 | Thor: Love and Thunder                           | Taika Waititi                         | Marvel Studios                          | $250 milioni     | $760,9 milioni  |  |
| 2022 | The Gray Man                                     | Anthony and Joe Russo                 | Netflix                                 | $200 milioni     | $454 023        |  |
| 2022 | Black Panther: Wakanda Forever                   | Ryan Coogler                          | Marvel Studios                          | $250 milioni     | $859,2 milioni  |  |
| 2022 | The Fabelmans                                    | Steven Spielberg                      | Universal Pictures                      | $40 milioni      | $45,1 milioni   |  |
| 2022 | Avatar - La via dell'acqua                       | James Cameron                         | 20th Century Studios                    | $350–460 milioni | $2,319 miliardi |  |
| 2022 | Babylon                                          | Damien Chazelle                       | Paramount Pictures                      | $78–80 milioni   | $63,4 milioni   |  |
| 2022 | The Pale Blue Eye - I delitti di West Point      | Scott Cooper                          | Netflix                                 | $72 milioni      | $129 928        |  |
| 2023 | Ant-Man and the Wasp: Quantumania                | Peyton Reed                           | Marvel Studios                          | $200 milioni     | $474,6 milioni  |  |
| 2023 | Dungeons & Dragons - L'onore dei ladri           | Jonathan Goldstein John Francis Daley | Paramount Pictures                      | $151 milioni     | $208,2 milioni  |  |
| 2023 | Renfield                                         | Chris McKay                           | Universal Pictures                      | $65 milioni      | $23,3 milioni   |  |
| 2023 | Guardiani della Galassia Vol. 3                  | James Gunn                            | Marvel Studios                          | $250 milioni     | $667,7 milioni  |  |
| 2023 | Fast X                                           | Louis Leterrier                       | Universal Pictures                      | $340 milioni     | $367,7 milioni  |  |
| 2023 | La sirenetta                                     | Rob Marshall                          | Walt Disney Pictures                    | $250 milioni     | $569,3 milioni  |  |
| 2023 | Indiana Jones e il quadrante del destino         | James Mangold                         | Walt Disney Pictures Lucasfilm Ltd      | $294,7 milioni   | $383 milioni    |  |
| 2023 | Mission: Impossible - Dead Reckoning - Parte uno | Christopher McQuarrie                 | Paramount Pictures                      | $290 milioni     | $567 milioni    |  |
| 2023 | La casa dei fantasmi                             | Justin Simien                         | Walt Disney Pictures                    | $157,8 milioni   | $135,1 milioni  |  |
| 2023 | Blue Beetle                                      | Angel Manuel Soto                     | Warner Bros. Pictures                   | $120 milioni     | $126,8 milioni  |  |
| 2023 | The Creator                                      | Gareth Edwards                        | 20th Century Studios                    | $80 milioni      |                 |  |
| 2023 | Killers of the Flower Moon                       | Martin Scorsese                       | Paramount Pictures Apple Original Films | $200 milioni     | $156,9 milioni  |  |
| 2023 | The Marvels                                      | Nia DaCosta                           | Marvel Studios                          | $275 milioni     | $206,1 milioni  |  |
| 2023 | Napoleon                                         | Ridley Scott                          | Apple Original Films                    | $130-200 milioni | $220,6 milioni  |  |
| 2023 | Aquaman e il regno perduto                       | James Wan                             | Warner Bros. Pictures                   | $205 milioni     | $434,3 milioni  |  |
| 2024 | A Quiet Place - Giorno 1                         | Michael Sarnoski                      | Paramount Pictures                      | TBA              |                 |  |
| 2024 | Alien: Romulus                                   | Fede Álvarez                          | 20th Century Studios                    | TBA              |                 |  |

### Film in uscita
| Anno | Film                                     | Regista               | Studio e Distributore | Budget | Incassi |
| ---- | ---------------------------------------- | --------------------- | --------------------- | ------ | ------- |
| 2025 | Untitled eighth Mission: Impossible film | Christopher McQuarrie | Paramount Pictures    | TBA    |         |
| TBA  | Lilo e Stich live action                 | Dean Fleischer Camp   | Walt Disney Pictures  | TBA    |         |

### Animazione
| Anno | Film                                | Regista         | Studio e Distributore                        | Budget       | Incassi        |
| ---- | ----------------------------------- | --------------- | -------------------------------------------- | ------------ | -------------- |
| 2005 | Chicken Little - Amici per le penne | Mark Dindal     | Walt Disney Pictures                         | $150 milioni | $314,4 milioni |
| 2008 | WALL-E                              | Andrew Stanton  | Walt Disney Pictures Pixar Animation Studios | $180 milioni | $521,3 milioni |
| 2011 | Rango                               | Gore Verbinski  | Paramount Pictures                           | $135 milioni | $245,7 milioni |
| 2015 | Strange Magic                       | Gary Rydstrom   | Touchstone Pictures Lucasfilm Ltd            | $70 milioni  | $13,6 milioni  |
| 2021 | Il drago dei desideri               | Chris Appelhans | Columbia Pictures Netflix                    | $25 milioni  | $25,9 milioni  |
| 2024 | Ultraman: Rising                    | Shannon Tindle  | Netflix Tsuburaya Productions                |              |                |
| 2024 | Transformers One                    | Josh Cooley     | Paramount Pictures                           |              |                |

## Televisione

### Serie televisive
| Anno          | Serie                                           | Distributore          |
| ------------- | ----------------------------------------------- | --------------------- |
| 1985-87       | Storie incredibili                              | NBC                   |
| 1987-94       | Star Trek: The Next Generation                  | Broadcast syndication |
| 1995          | I racconti della cripta (ep. You, Murderer)     | HBO                   |
| 1992-96       | Le avventure del giovane Indiana Jones          | ABC                   |
| 2007-19       | The Big Bang Theory                             | CBS                   |
| 2014-15       | Agent Carter                                    | ABC                   |
| 2019          | Krypton (stagione 2)                            | Syfy                  |
| 2019-in corso | The Mandalorian                                 | Disney+               |
| 2020          | Brave New World                                 | Peacock               |
| 2020          | The Boys (stagione 2)                           | Amazon Prime Video    |
| 2020-2021     | The Stand                                       | CBS All Access        |
| 2021          | WandaVision                                     | Disney+               |
| 2021          | Loki                                            | Disney+               |
| 2021          | NBC Sunday Night Football (sequenza d'apertura) | NBC                   |
| 2021          | Hawkeye                                         | Disney+               |
| 2021          | The Witcher (stagione 2)                        | Netflix               |
| 2021          | The Book of Boba Fett                           | Disney+               |
| 2021          | Y - L'ultimo uomo                               | Hulu                  |
| 2022          | Obi-Wan Kenobi                                  | Disney+               |
| 2022          | Lovely Little Farm                              | Apple TV+             |
| 2022          | The Old Man                                     | FX                    |
| 2022          | Light & Magic                                   | Disney+               |
| 2022          | The Sandman                                     | Netflix               |
| 2022          | Lost Ollie                                      | Netflix               |
| 2022          | Il Signore degli Anelli - Gli Anelli del Potere | Amazon Prime Video    |
| 2022          | Andor                                           | Disney+               |
| 2022          | Willow                                          | Disney+               |
| 2023          | Ahsoka                                          | Disney+               |

### In uscita
| Anno | Serie                               | Network |
| ---- | ----------------------------------- | ------- |
| 2023 | Percy Jackson e gli dei dell'Olimpo | Disney+ |
| TBA  | Star Wars: Skeleton Crew            | Disney+ |

### Film tv e specials
| Anno | Titolo                                   | Distributore       |
| ---- | ---------------------------------------- | ------------------ |
| 1984 | L'avventura degli Ewoks                  | ABC                |
| 1985 | Il ritorno degli Ewoks                   | ABC                |
| 2022 | Buonanotte Oppy                          | Amazon Prime Video |
| 2022 | Guardiani della Galassia Holiday Special | Disney+            |
| 2024 | Ultraman: Rising                         | Netflix            |

## Spot pubblicitari
- General Cinema (1986, 1993, 1996)
- THX (1988, 1993)
- Merrill Lynch "Desert Skies" e "Bullseye" (1990)
- Nike (1992, 1999)
- BP (1993)
- Perrier (1993)
- Intel (1993)
- 3M "Imagine" (1994)
- Ford Mercury "Launch" (1995)
- TGI Fridays (1995)
- Supercuts "Stylin'" (1995)
- Coca-Cola (1995)
- BMW (1996)
- Snapple "Mikey" (1996)
- Canada Dry, "Domino" (1996)
- General Motors EV1 "Appliances" (1996)
- DreamWorks Pictures (1997)
- Pontiac "Coyote" (1998, con Warner Bros. Classic Animation)
- Armor All (1998)
- First Union Bank (1998)
- GoodHome.com (1999)
- Honey Comb, "Crazy Craving" (2000-3)
- Gatorade, "Raptor" (2000)
- California Raisin Marketing Board (print ads; 2000)
- Budweiser "Come Home" (2001)
- Alcatel, "MLK" (2001)
- Vodafone con Yoda
- Reese's Pieces, "E.T." (2002)
- Walt Disney Pictures (2022)